# Leucastea dahomeyensis
Leucastea dahomeyensis es una especie de coleóptero de la familia Megalopodidae.

## Distribución geográfica
Habita en África.